# Insectivora
Cet article concerne l'ordre biologique. Pour le régime alimentaire, voir Insectivore.
Ce taxon est aujourd'hui obsolète. Dénomination actuelle : Eulipotyphla, Afrosoricida, Macroscelidea, Scandentia et Dermoptera.
Ordre
Les Insectivores (Insectivora) formaient un ordre historique de mammifères placentaires réunis notamment sur la base de leur régime alimentaire occasionnellement insectivore. Exemple de taxon poubelle créé pour regrouper des animaux non classés ailleurs, comme les taupes, les musaraignes ou les hérissons, le groupe a connu de nombreux remaniements au cours de son histoire. Il a inclus d'autres mammifères à la morphologie et au mode de vie jugés similaires, comme les tenrecs, les toupayes ou même les dermoptères, qui s'avèrent en réalité issus de lignées évolutives distinctes. L'ordre des Insectivores a aussi compris de nombreux taxons fossiles, supposés être les ancêtres de ses membres vivants. Il est resté utilisé jusqu'à la fin du XXe siècle sous une forme réduite, l'ordre des Lipotyphla. Les analyses moléculaires ayant démontré la paraphylie de ce dernier, le terme Insectivores n'est plus considéré comme pertinent et est abandonné dans les classifications récentes.

## Hérissons, taupes et musaraignes

### Des caractères généraux et spécialisés…
Le terme « Insectivores » a été utilisé, tant en classification que dans le vocabulaire courant, pour désigner un groupe des mammifères placentaires clairement distinct d'autres regroupements aux traits communs plus marqués, comme les Rongeurs ou les Chiroptères. Il caractérise des animaux de petite taille, à la démarche plantigrade, aux pattes munies de cinq doigts armés de griffes et au museau pointu parfois prolongé en petite trompe mobile. Comme leur nom l'indique, les Insectivores se nourrissent généralement d'invertébrés (insectes, araignées, vers de terre, mollusques), bien que de nombreuses espèces complètent leur alimentation par des proies plus importantes, comme de petits vertébrés, ou par des fruits, des graines et d'autres produits végétaux. Ce régime est permis par certaines spécialisations au niveau de la denture, comme des molaires pourvues de tubercules coniques et pointus. La plupart des Insectivores sont des animaux nocturnes, ou extrêmement insaisissables, au mode de vie solitaire et dépourvu de comportements d'accouplement élaborés.
En contraste avec ces traits généraux peu spécifiques, certains groupes ont développé des caractéristiques très spécialisées qui sont reflétées dans les noms vernaculaires ancestraux utilisés pour les désigner. Il en est ainsi des piquants « hérissés » des hérissons, de l'adaptation au mode de vie souterrain et fouisseur des taupes (mot vraisemblablement issu d'une racine indo-européenne signifiant « creuser ») ou de la silhouette de souris et de la salive venimeuse des musaraignes (du latin musaraneus, « souris-araignée »). Ces caractéristiques, et les morphologies bien connues auxquelles elles ont donné naissance, sont en réalité issus de stratégies d'adaptation à l'environnement qui ont été suivies de manière indépendante par plusieurs lignées évolutives distinctes. Elles sont ainsi observables de façon presque identique chez les deux principaux ordres modernes d'Insectivores (Eulipotyphla et Afrosoricida), mais aussi chez d'autres groupes de mammifères sans liens de parenté.

Exemples de morphologies typiques des Eulipotyphla...
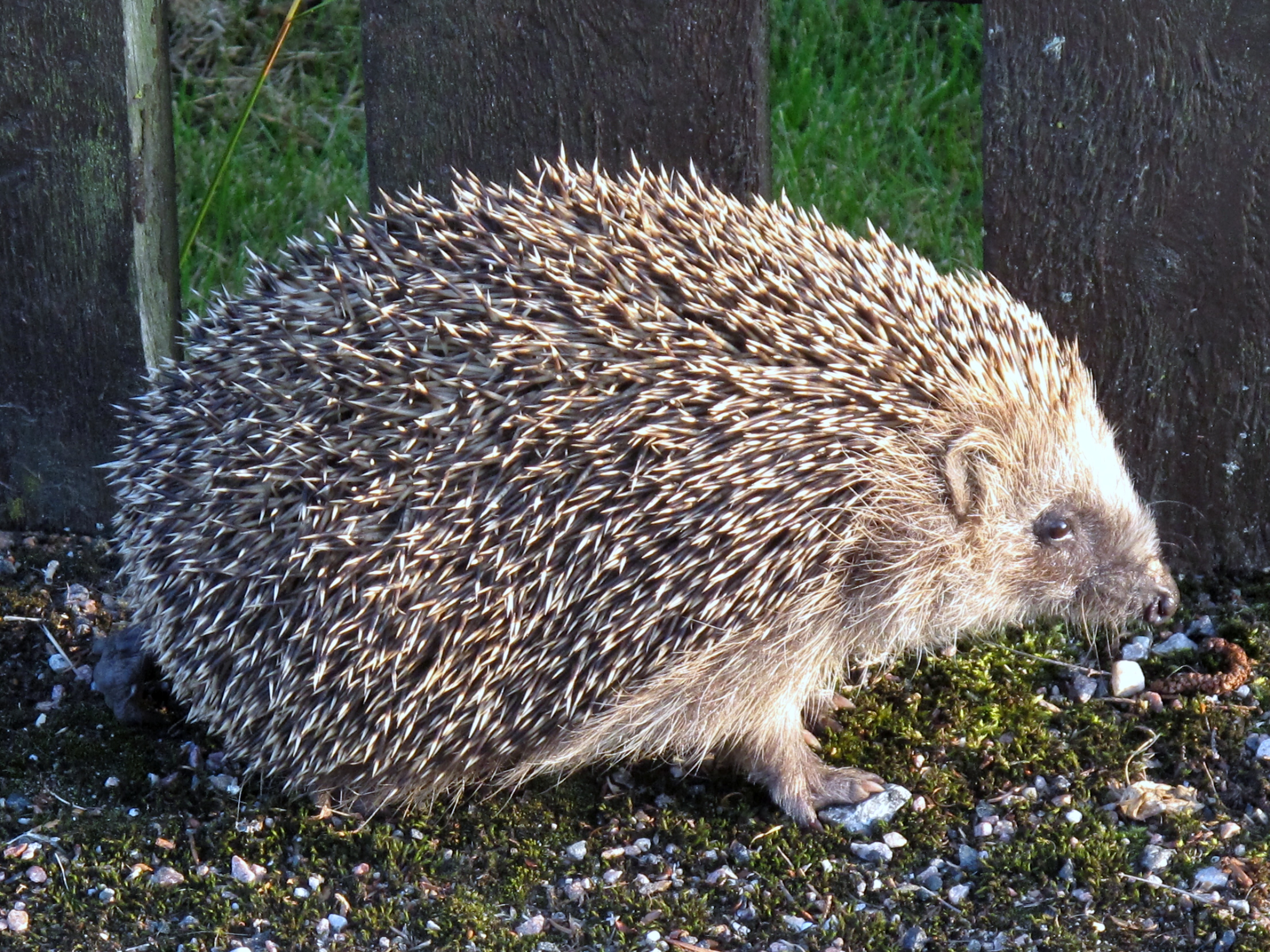
Hérisson commun Erinaceus europaeus Erinaceidae
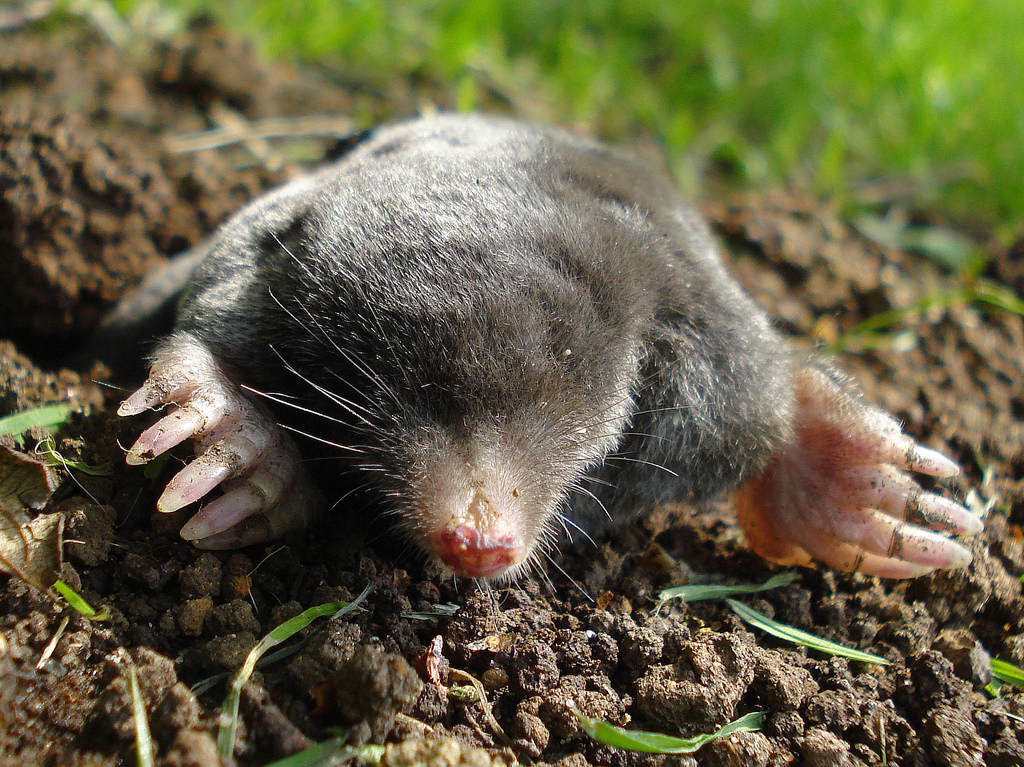
Taupe d'Europe Talpa europaea Talpidae
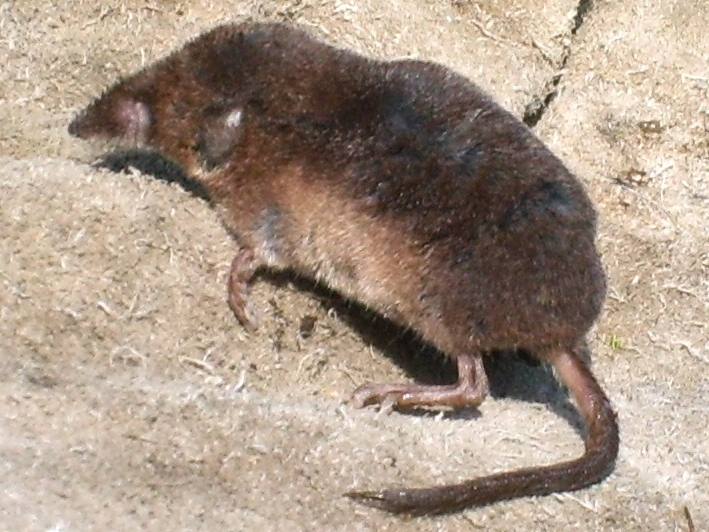
Musaraigne commune Sorex araneus Soricidae

... et leurs équivalents chez les Afrosoricida.
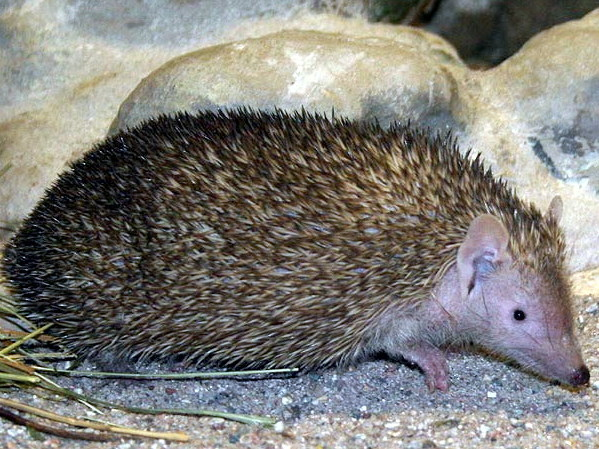
Petit Tenrec-hérisson Echinops telfairi Tenrecidae
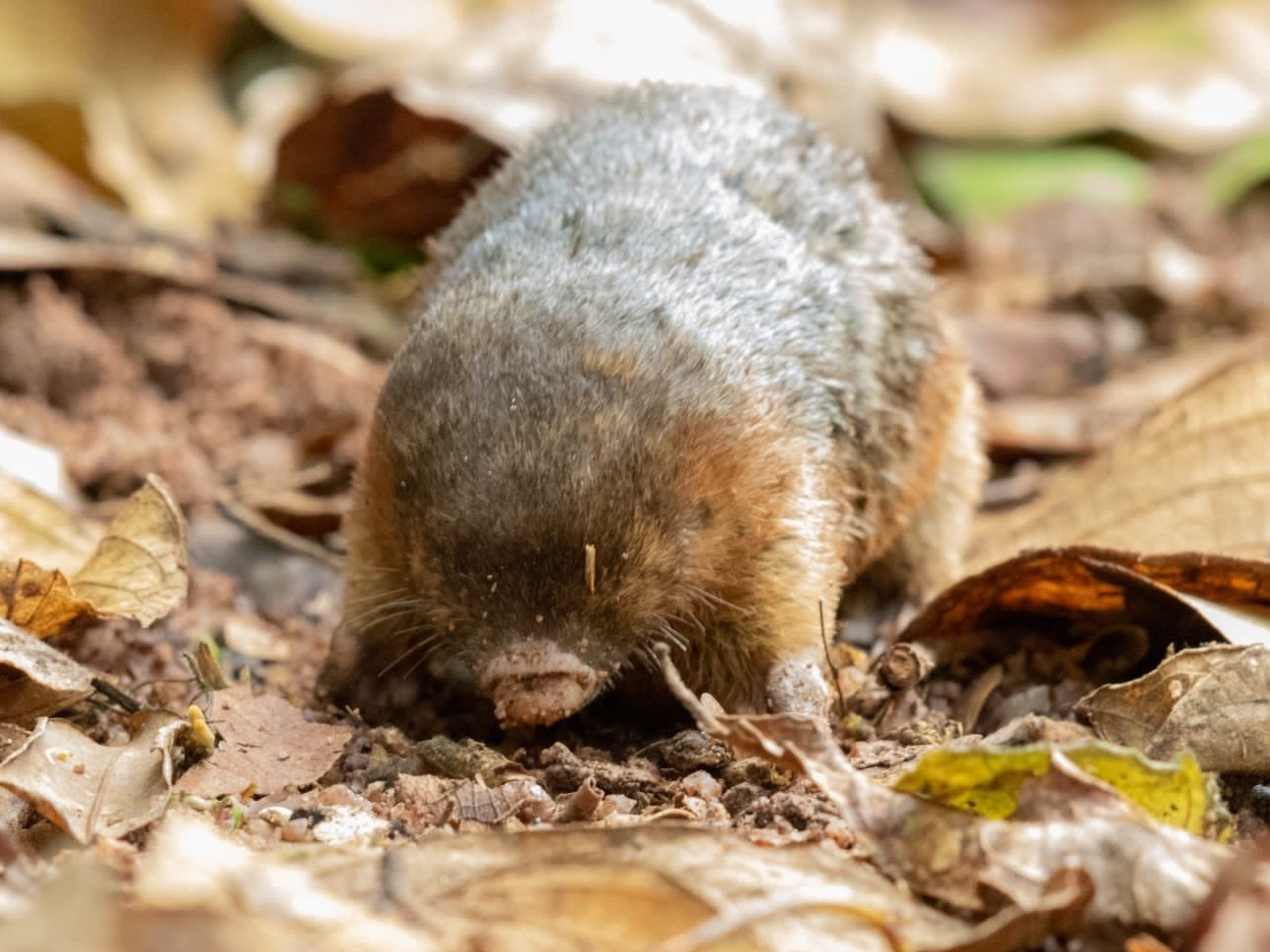
Taupe-dorée hottentote Amblysomus hottentotus Chrysochloridae
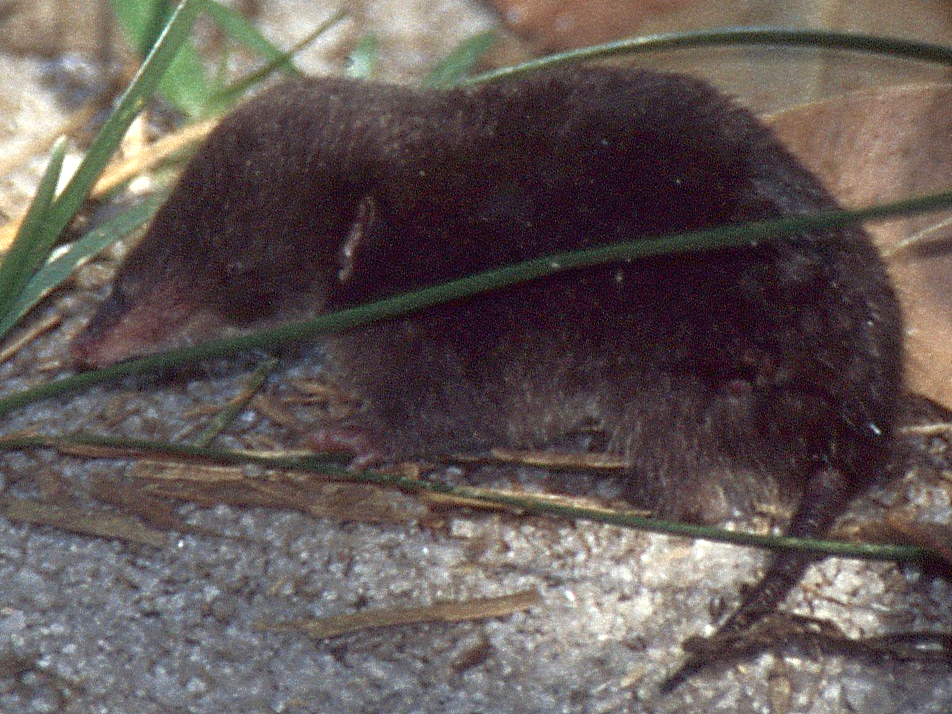
Un « tenrec-musaraigne » Oryzorictes hova Tenrecidae

### … acquis par évolution convergente
La convergence évolutive causée par la sélection naturelle se produit lorsque des lignées indépendantes qui subissent les mêmes contraintes environnementales développent des traits morphologiques, physiologiques et comportementaux similaires, ce qui les conduit finalement à occuper les mêmes niches écologiques. Parmi les stratégies de défense contre les prédateurs, la protection offerte par une armure de piquants constitue un cas d'école de convergence évolutive dans l'arbre du vivant. Chez les mammifères, elle a été développée indépendamment par les hérissons « vrais » (Eulipotyphla) et les tenrecs-hérissons de Madagascar (Afrosoricida), longtemps considérés comme apparentés, mais aussi par les échidnés (Monotrèmes) et par deux lignées distinctes de rongeurs : les porcs-épics de l'Ancien et du Nouveau-Monde. Si ces animaux sont dans l'ensemble très différents, le parallélisme évolutif reste saisissant et s'exprime parfois même dans les détails : l'étude microscopique des piquants des tenrecs et des porcs-épics de l'Ancien Monde relève ainsi la présence d'une même cuticule hautement spécialisée, qui empêche la pénétration profonde dans le corps de l'ennemi et favorise la diffusion de substances odorantes.
La colonisation de l'habitat souterrain, qui présente à la fois un abri contre les prédateurs et une source unique de nourriture, est un autre exemple de stratégie évolutive poursuivie par de nombreuses espèces animales. Les spécialisations uniques requises par les exigences de la vie sous terre expliquent le haut degré de convergences morphologiques et physiologiques rencontré chez les mammifères ayant suivi cette voie. La ressemblance troublante entre les taupes « vraies » (Eulipotyphla), les taupes dorées africaines (Afrosoricida) et les taupes marsupiales (Notoryctemorphia) peut même être retracée génétiquement : la perte de vision (inutile en milieu obscur) et les modifications épithéliales nécessaires à la locomotion souterraine ont ainsi été provoquées par la surexpression ou l'inhibition des mêmes gènes. Ces caractéristiques sont également partagées par trois lignées indépendantes de rongeurs souterrains : les différents rats-taupes (Bathyergidae et Spalacidae) et les gaufres de poche (Geomyidae).
Les différentes espèces nommées musaraignes appartiennent aussi à des ordres distincts, très éloignés au niveau phylogénétique : Eulipotyphla (musaraignes « vraies »), Afrosoricida (tenrecs-musaraignes), Macroscelidea (musaraignes à trompes), Scandentia (musaraignes arboricoles). Ces espèces montrent une convergence de traits fonctionnels supérieure à celle attendue dans le cadre d'un modèle d'évolution neutre. Il s'agit probablement du résultat de fortes contraintes énergétiques liées à un régime strictement insectivore dans des conditions climatiques spécifiques : les espèces s'attaquant aux insectes sont généralement très petites, à la limite inférieure pour la physiologie des mammifères, et ont une morphologie dentaire très similaire. Dans les rares régions du monde qui n'ont pas été colonisées par les Insectivores, ces mêmes niches écologiques ont été occupées par d'autres mammifères comme les marsupiaux ou les rongeurs. L'Amérique du Sud compte ainsi des musaraignes marsupiales et plusieurs genres de « souris-musaraignes », issues d'une radiation particulière de rongeurs sigmodontes s'étant spécialisés dans l'insectivorisme. Dans l'archipel Indo-Australien, un groupe très original de « rats-musaraignes » carnivores a évolué à partir d'un ancêtre omnivore. Aux Philippines et sur Célèbes, où ils cohabitent avec de vraies musaraignes, ces rongeurs se nourrisent principalement de vers de terre, alors qu'ils sont pleinement insectivores en Nouvelle-Guinée, dont elles sont absentes.

Convergences morphologiques chez les mammifères non-placentaires...
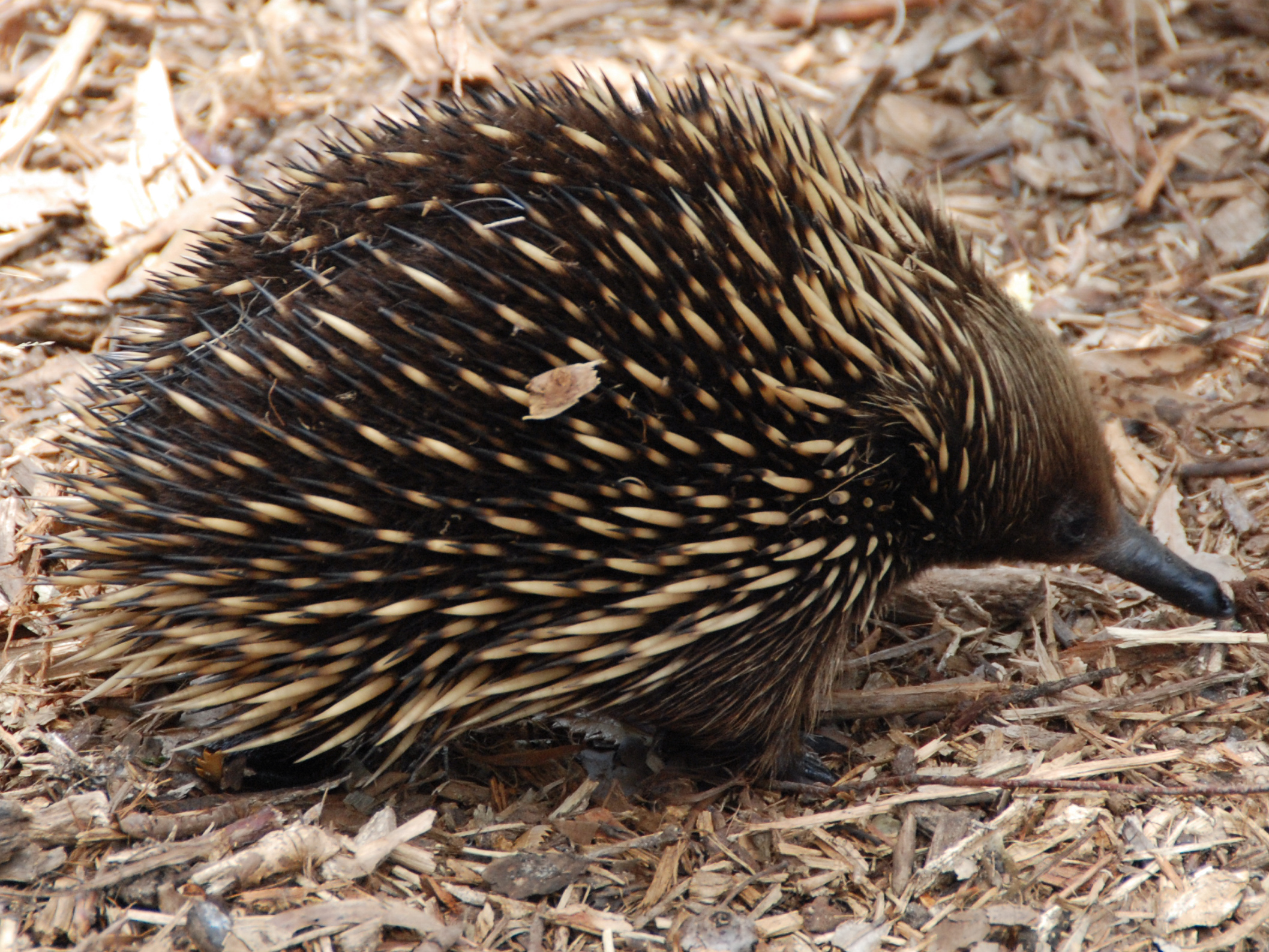
Échidné à nez court Tachyglossus aculeatus Tachyglossidae
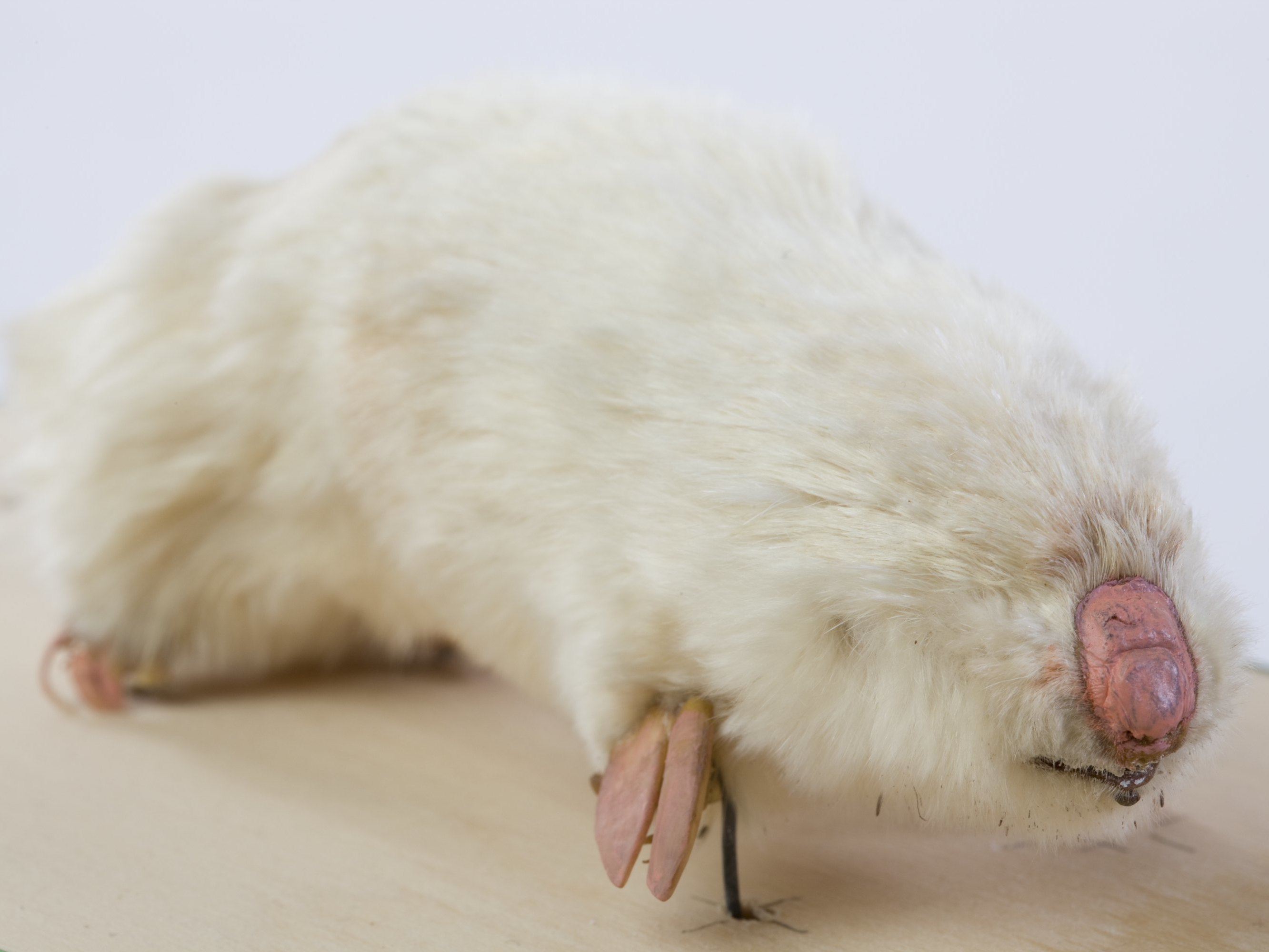
Taupe-marsupiale du Sud Notoryctes typhlops Notoryctidae
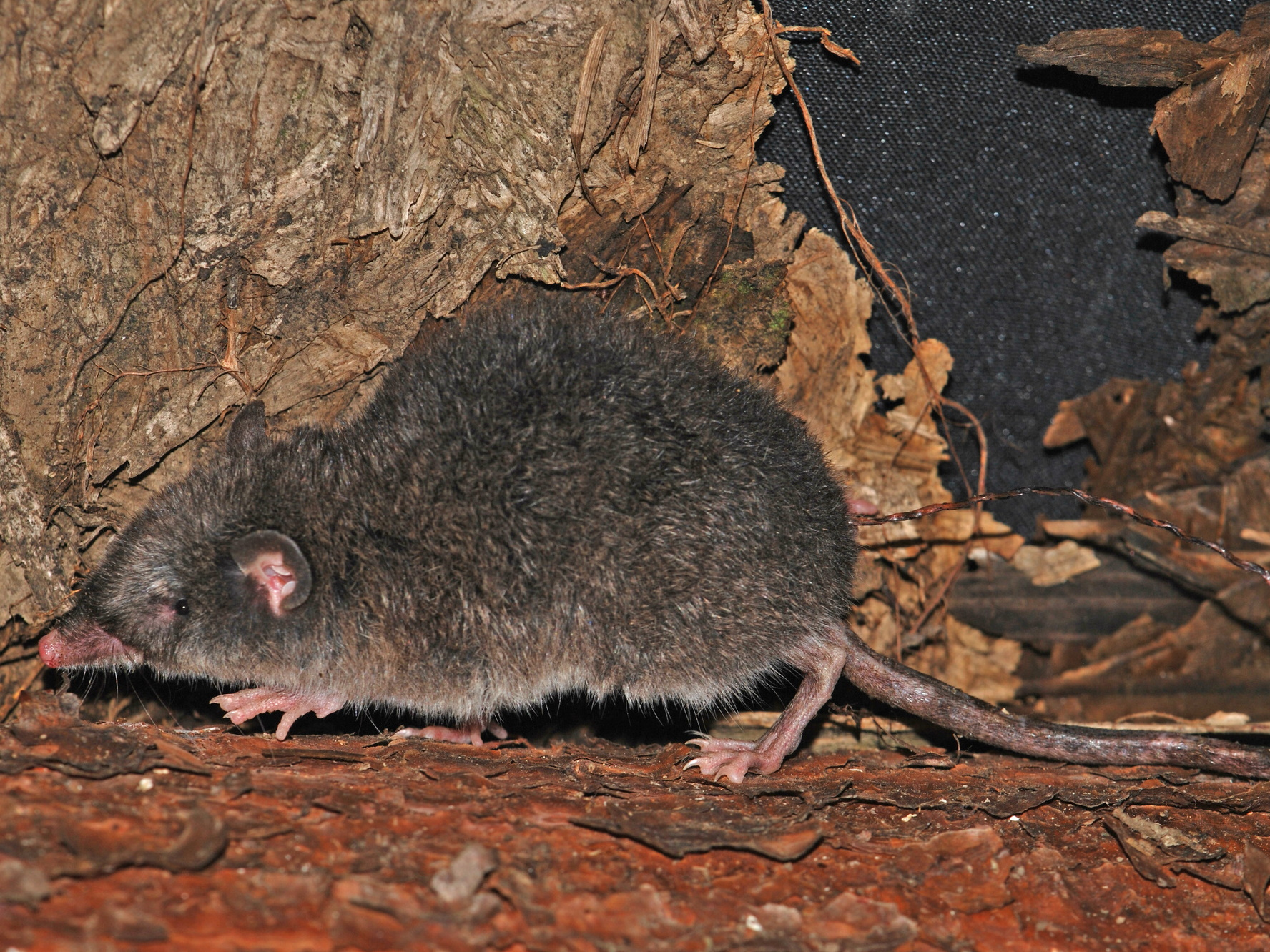
Musaraigne-marsupiale à ventre gris Caenolestes caniventer Caenolestidae

... et chez les rongeurs.
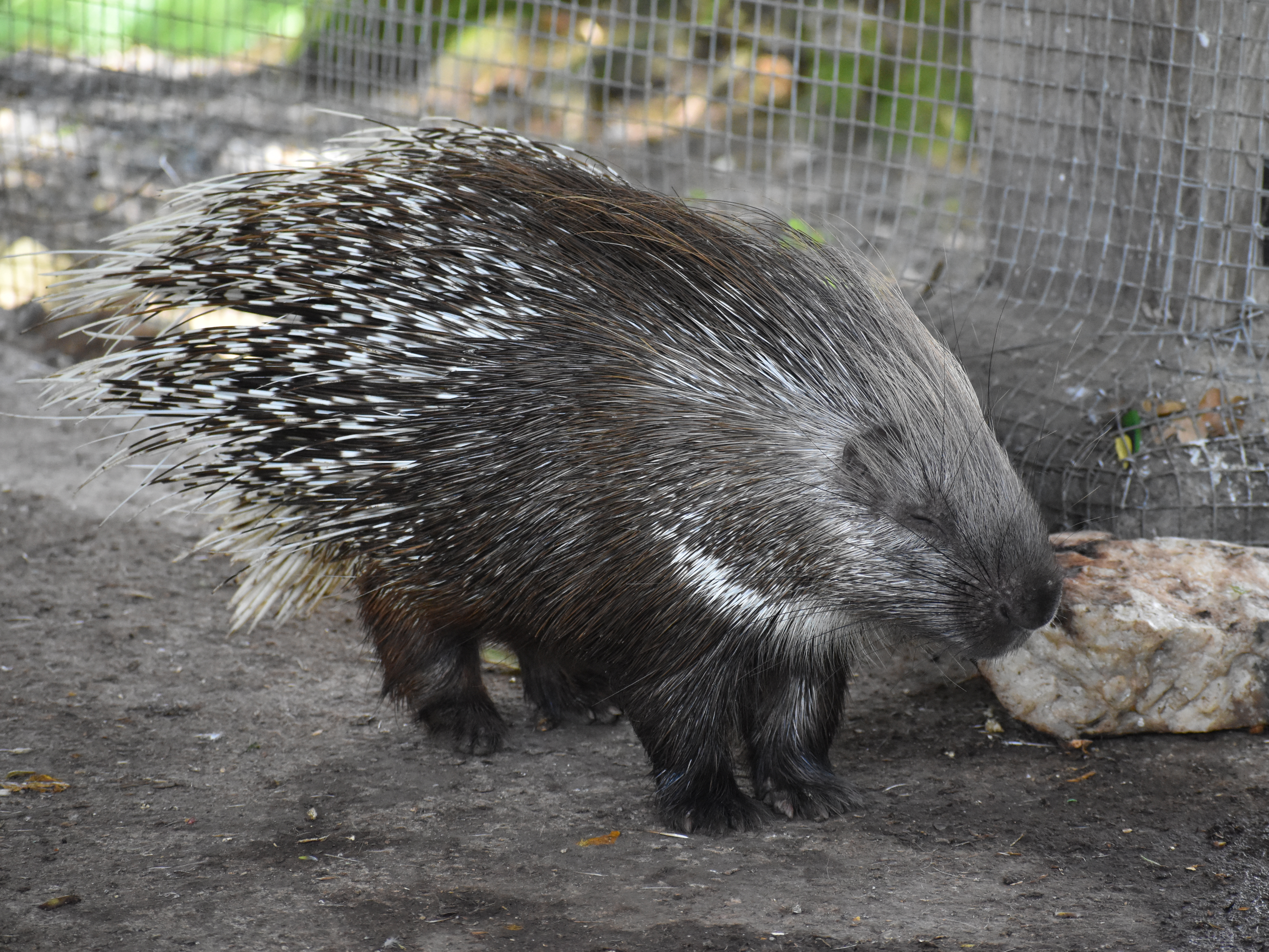
Porc-épic du Cap Hystrix africaeaustralis Hystricidae
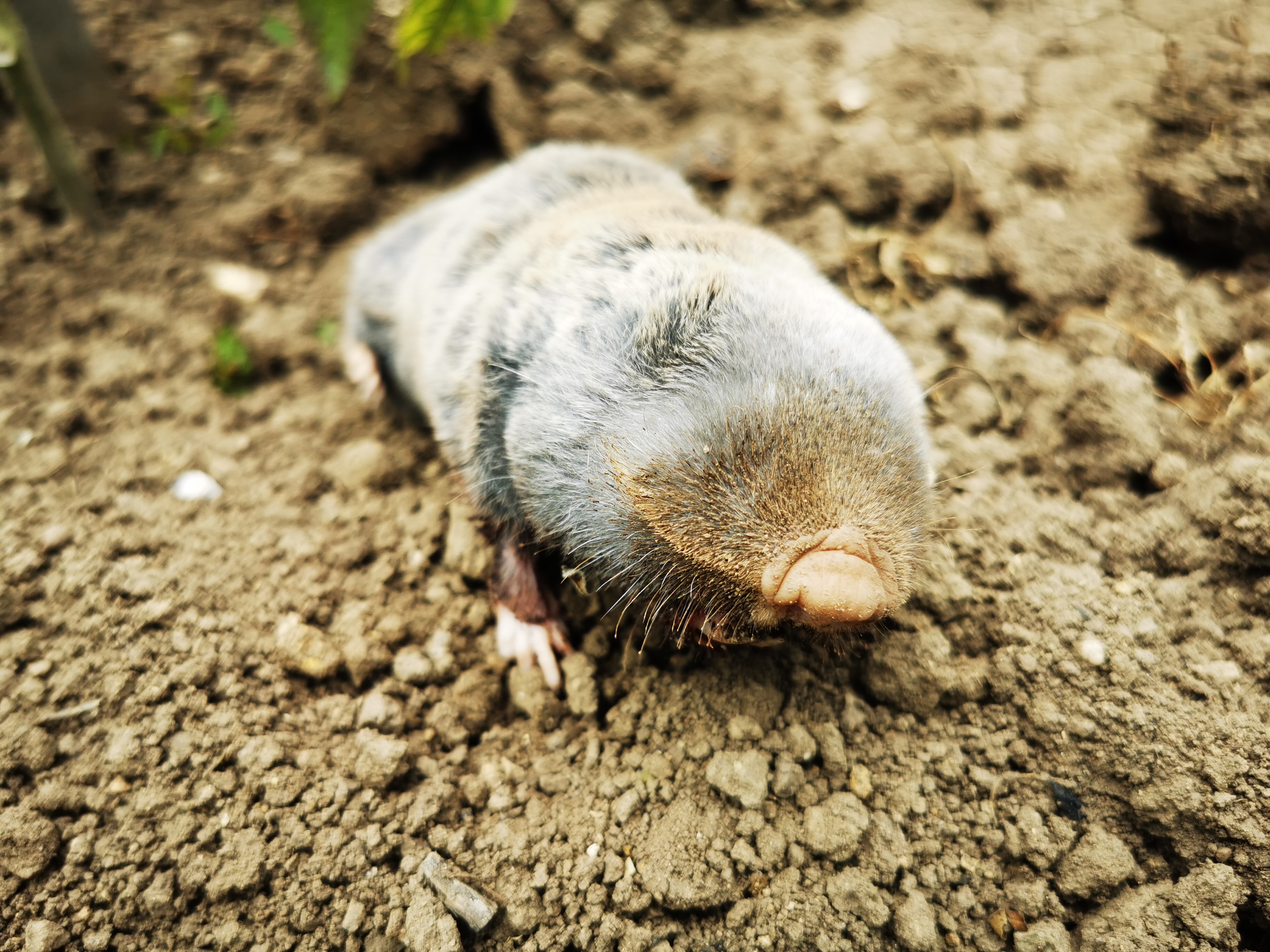
Petit Rat-taupe Nannospalax leucodon Spalacidae
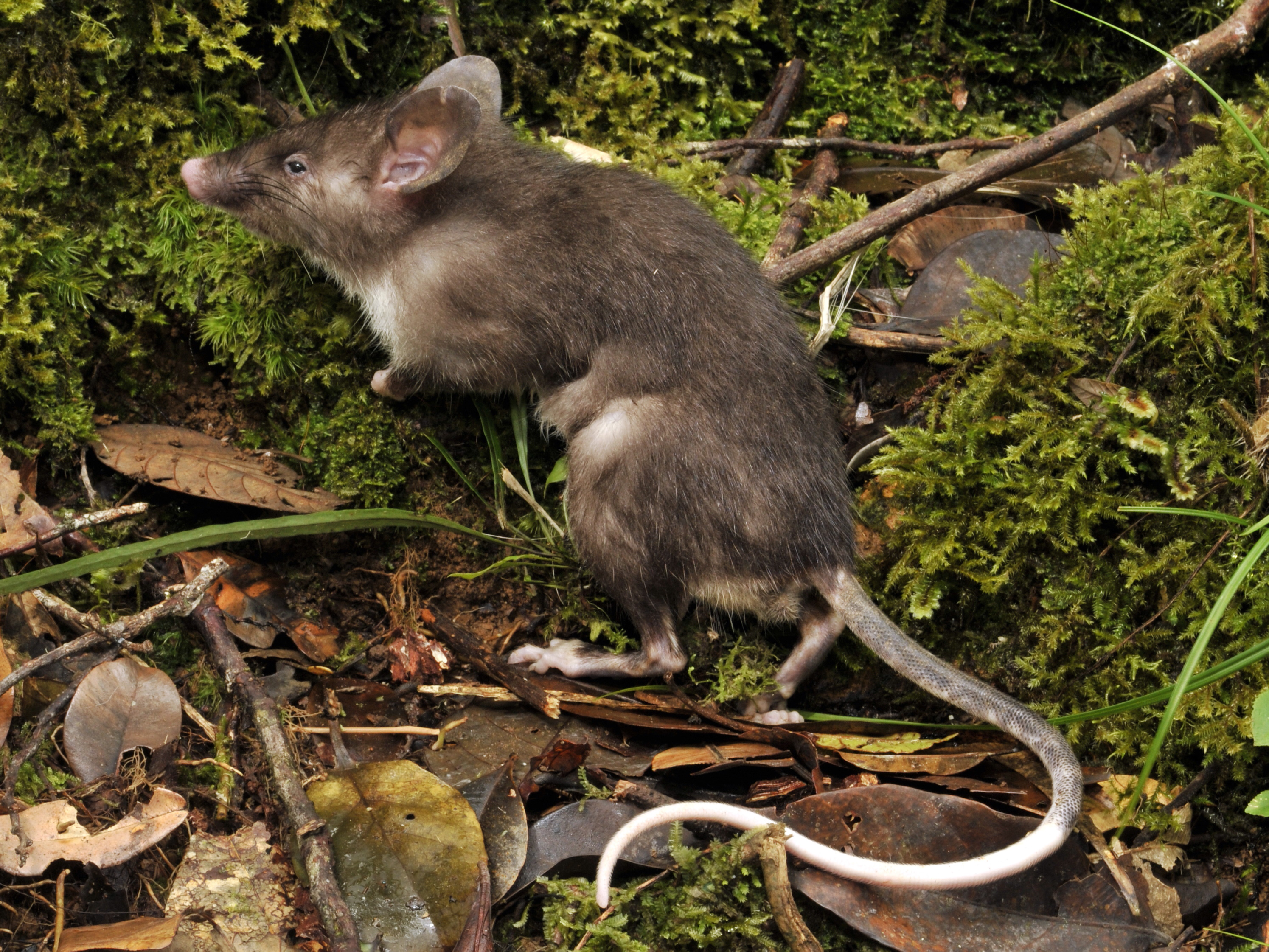
Rat de Stümpke Hyorhinomys stuempkei Muridae

## Taxinomie et systématique

### Création et évolution du taxon
Les Insectivores sont absents de la classification créée par Carl von Linné : dans le Systema naturae de 1758, le père de la systématique moderne place ces animaux aux côtés des porcins, des tatous et des opossums dans un groupe nommé Bestiae. De manière tout aussi erronée mais en se basant sur des ressemblances plus flagrantes, d'autres zoologistes du XVIIIe siècle comme Brisson ou Blumenbach les classent parmi les Rongeurs. C'est finalement Georges Cuvier qui crée la « famille » des Insectivores dans son Règne animal de 1817. Initialement restreint à sept genres, le taxon grossit au fur et à mesure des nouvelles découvertes du XIXe siècle et atteint sa définition la plus large dans la classification publiée par Johann Andreas Wagner en 1855. Il reste cependant définit de façon assez lâche, car ses membres ne montrent aucun caractère dérivé unique. Leurs traits communs sont pour la plupart primitifs et présents chez la plupart des Placentaires, ce qui amène les zoologistes à penser que les Insectivores constituent une réminiscence du stock basal à l'origine de toutes les autres lignées euthériennes.
| Familles actuelles | Image    | Cuvier 1817 Famille Insectivores | Wagner 1855 Ordre Insectivora | Haeckel 1866 Ordre Insectivora | Gill 1884 Ordre Insectivora | Gregory 1910 Ordre Lipotyphla | HMW 2018 Ordre Eulipotyphla |
| ------------------ | -------- | -------------------------------- | ----------------------------- | ------------------------------ | --------------------------- | ----------------------------- | --------------------------- |
| Cynocephalidae     |          | Galéopithèques                   | Dermoptera                    | Menotyphla                     | Dermoptera                  | Dermoptera                    | Dermoptera                  |
| Tupaiidae          |          | non décrits                      | Scandentia                    | Menotyphla                     | Dilambdodonta               | Menotyphla                    | Scandentia                  |
| Ptilocercidae      |          | non décrits                      | Scandentia                    | Menotyphla                     | Dilambdodonta               | Menotyphla                    | Scandentia                  |
| Macroscelididae    |          | non décrits                      | Soricina                      | Menotyphla                     | Dilambdodonta               | Menotyphla                    | Macroscelidea               |
| Soricidae          |          | Musaraignes                      | Soricina                      | Lipotyphla                     | Dilambdodonta               | Soricomorpha                  | Eulipotyphla                |
| Talpidae           |          | Desmans                          | Soricina                      | Lipotyphla                     | Dilambdodonta               | Soricomorpha                  | Eulipotyphla                |
| Talpidae           | Taupes   | Talpina                          |                               | Lipotyphla                     | Dilambdodonta               | Soricomorpha                  | Eulipotyphla                |
| Talpidae           | Scalopes | Talpina                          |                               | Lipotyphla                     | Dilambdodonta               | Soricomorpha                  | Eulipotyphla                |
| Chrysochloridae    |          | Talpina                          | Chrysochlores                 | Lipotyphla                     | Zalambdodonta               | Zalambdodonta                 | Afrosoricida                |
| Solenodontidae     |          | non décrits                      | Soricina                      | Lipotyphla                     | Zalambdodonta               | Zalambdodonta                 | Eulipotyphla                |
| Potamogalidae      |          | non décrits                      | non décrits                   | Lipotyphla                     | Zalambdodonta               | Zalambdodonta                 | Afrosoricida                |
| Tenrecidae         |          | Tenrecs                          | Aculeata                      | Lipotyphla                     | Zalambdodonta               | Zalambdodonta                 | Afrosoricida                |
| Erinaceidae        |          | Hérissons                        | Aculeata                      | Lipotyphla                     | Dilambdodonta               | Erinaceomorpha                | Eulipotyphla                |

Dans l'une des premières tentatives pour accommoder l'hétérogénéité des Insectivores, Ernst Haeckel propose en 1866 de les diviser en deux sous-ordres : Menotyphla, pour les espèces dotées d'un cæcum (en grec ancien : τυφλὸν, typhlòn), et Lipotyphla, pour celles qui en sont dépourvues. En 1884, Theodore Gill retient plutôt le critère de la forme des molaires et crée les groupes des Zalambdodonta, dont les dents possèdent une seule crevasse centrale en forme de Λ (lambda), et des Dilambdodonta, qui en présentent deux par dent. Les deux systèmes cohabitent pendant plusieurs décennies, bien qu'ils soient contradictoires et ne forment pas les mêmes rassemblements d'espèces. Les zoologistes finissent par considérer trois groupes : les Lipotyphles dilambdodontes, les Lipotyphles zalambdodontes et les Ménotyphles. La pertinence de ce dernier ensemble est cependant souvent remise en question : les Dermoptères en sont exclus dès 1885 par Wilhelm Leche (en), mais ne seront considérés comme un ordre distinct qu'en 1945. Au XXe siècle, Percy Butler élève les Macroscelidea, puis les Scandentia au rang ordinal, respectivement en 1965 et en 1972. Les Insectivores se voient donc peu à peu réduits au seul sous-ensemble des Lipotyphles, un groupe dont l'organisation interne est largement débattue mais dont la réalité n'est jamais questionnée par les analyses morphologiques. En 1988, Butler affirme ainsi la monophylie des six familles restantes sur la base des synapomorphies suivantes :
1. Absence de cæcum ;
2. Réduction de la symphyse pubienne ;
3. Expansion du maxillaire dans l'orbite, déplaçant le palatin ;
4. Proboscis mobile ;
5. Réduction de l'os jugal ;
6. Placenta hémochorial.

Au delà de ces tentatives pour faire d'Insectivora un « vrai taxon », sa survie jusqu'à l'époque moderne s'explique surtout par son statut de mal nécessaire : un fourre-tout dans lequel classer tout « petit mammifère brun aux dents pointues » qui n'était évidemment pas un rongeur, mais qui ne pouvait pas être placé plus précisément que cela.

### Remises en question et abandon
L'approche moléculaire, dont les premières applications interviennent au début des années 1990, vient sans grande surprise bouleverser la compréhension des liens entre les différents Insectivores. L'un de ses premiers succès est de confirmer la proche parenté entre les Dermoptères et les Scandentiens d'une part, et les Primates d'autre part,. De manière complètement inattendue, les chercheurs découvrent peu après que les Macroscélides forment un clade avec d'autres mammifères africains comme les éléphants, les damans, les siréniens et les oryctéropes. Ce regroupement supraordinal qui n'avait pas été prévu par les analyses morphologiques et baptisé Afrotheria s'avère comprendre aussi les tenrecs et les taupes dorées. Ces deux groupes, réunis dans le nouvel ordre des Afrosoricida, constituaient le cœur des Insectivores depuis Georges Cuvier. En 1999, les familles restantes sont reclassées comme Eulipotyphla, ou « Lipotyphles vrais ».
| - Eulipotyphla: 527 espèces (83,9 %) - Afrosoricida: 55 espèces (8,8 %) - Macroscelidea: 20 espèces (3,2 %) - Scandentia: 24 espèces (3,8 %) - Dermoptera: 2 espèces (0,3 %) |

Le tournant du troisième millénaire voit provisoirement le démantèlement complet des Insectivores, plusieurs études mettant en évidence une diphylie marquée des Eulipotyphla : les hérissons et les gymnures (famille des Erinaceidae) apparaissent ainsi comme une branche basale de l'arbre des placentaires, alors que les taupes et les musaraignes « vraies » (familles des Talpidae et des Soricidae) montrent des affinités avec les mammifères laurasiathériens,. Face à ces résultats, la troisième édition de Mammal Species of the World de 2005 entérine l'abandon du taxon historique et de sa redéfinition ultérieure (Lipotyphla seuls) au profit de trois ordres distincts : Afrosoricida, Erinaceomorpha et Soricomorpha. Cette solution temporaire est cependant vite abandonnée devant l'accumulation des preuves de la paraphylie de Soricomorpha. La séparation des hérissons s'avère également due à un artéfact dans l'analyse des données moléculaires, et de nombreuses études finissent par confirmer la monophylie des Eulipotyphla,. Ce clade, traité comme un ordre par le huitième volume de Handbook of the Mammals of the World de 2018, compte plus de 500 espèces, ce qui en fait la troisième plus riche division des mammifères après les Rongeurs et les Chiroptères, en concurrence avec les Artiodactyles et les Primates. Bien qu'il conserve la grande majorité de ses membres historiques, dont les espèces les plus connues dans l'hémisphère nord (hérissons, taupes, musaraignes), le nom Eulipotyphla n'est pas synonymisable avec celui d'Insectivora, et ce dernier a perdu toute signification du point de vue de la classification.

## Histoire évolutive et diversité
Pour un article plus général, voir Histoire évolutive des mammifères.
L'ordre des Insectivores doit en partie son existence aux vues scientifiques de l'époque victorienne, qui les considéraient comme des vestiges évolutifs des premiers mammifères : de petites créatures insectivores qui se déplaçaient la nuit, survivant ainsi à l'ère des dinosaures jusqu'à ce que les événements déclencheurs de l'extinction K-Pg modifient les conditions climatiques en leur faveur. Les membres du taxon historique sont en réalité issus de trois des quatre grandes lignées évolutives des mammifères placentaires : les Laurasiatheria et les Euarchontoglires, originaires de Laurasie, et les Afrotheria issus du Gondwana. L'ordre et le temps de divergence de ces lignées ne sont pas encore résolus et font l'objet d'hypothèses contradictoires. La plupart des auteurs s'accordent néanmoins à dater la séparation au Crétacé (avant 66 Ma).
- Placentalia
  - Xenarthra (fourmiliers, paresseux, tatous)
  - Afrotheria
    - Paenungulata (damans, éléphants, siréniens)
    - 
      - Tubulidentata (oryctéropes)
      - Afroinsectivora
        - Macroscelidea
          -  Macroscelididae

        - Afrosoricida
          -  Chrysochloridae
          - 
            -  Tenrecidae
            -  Potamogalidae

  - 
    - Euarchontoglires
      - Glires (lièvres, rongeurs)
      - Scandentia
        -  Tupaiidae
        -  Ptilocercidae

      - 
        - Dermoptera
          -  Cynocephalidae

        - Primates (lémuriens, singes, humains)

    - Laurasiatheria
      - Eulipotyphla
        -  Solenodontidae
        - 
          -  Talpidae
          - 
            -  Erinaceidae
            -  Soricidae

      - 
        - Chiroptera (chauves-souris)
        - Perissodactyla (chevaux, tapirs, rhinocéros)
        - 
          - Carnivora (loups, ours, phoques, félins, etc.)
          - Pholidota (pangolins)

        - Cetartiodactyla (chameaux, porcins,
hippopotames, cétacés, ruminants, etc.)

### Insectivores laurasiathériens

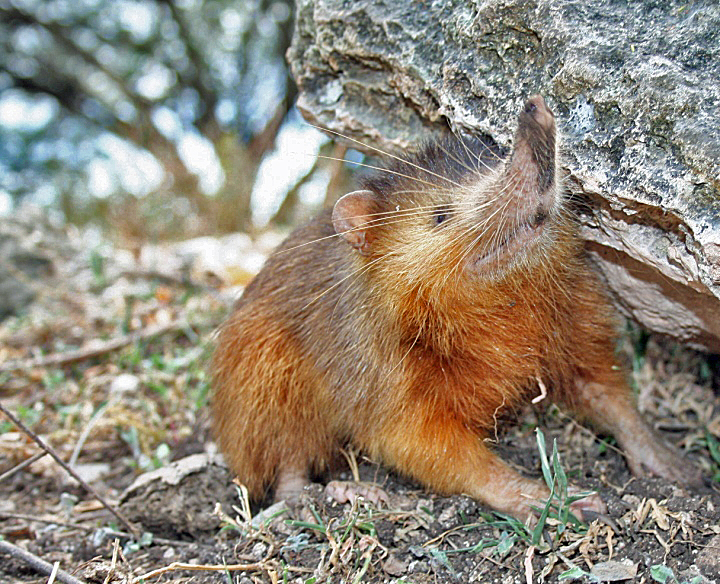
Le Solénodon paradoxal, endémique d'Hispaniola.

Les Laurasiathériens sont un clade de mammifères riche et très diversifié qui, après s'être développé dans le nord de la Laurasie, s'est répandu sur toute la surface du globe. Bien qu'il présente une forte polytomie qui n'a pas encore été complètement élucidée, la majorité des auteurs s'accordent pour définir une branche basale d'Insectivores : les Eulipotyphla. L'ordre aurait connu une première divergence vers la fin du Crétacé, donnant naissance aux Solenodontidae. Cette famille monotypique ne comprend plus que deux espèces qui sont endémiques des Grandes Antilles (respectivement d'Hispaniola et de Cuba) et ressemblent à de grosses musaraignes nocturnes et venimeuses. Bien que certains auteurs aient suggéré une divergence plus tardive (postérieure à la limite K-Pg) et une dispersion par radeau de végétation, il semble acquis que les Solénodontes ont atteint les îles avant leur séparation avec le continent nord-américain, entre 80 et 70 Ma. Une autre lignée d'Eulipotyphles, dont le placement phylogénétique est longtemps resté énigmatique, ont emprunté le même chemin. Les Nesophontidae, qui semblent former un clade monophylétique avec les Solénodontes, comprenaient au moins huit espèces réparties à Cuba, à Hispaniola, à Porto Rico et sur les îles Caïmans. L'arrivée des Européens à la suite de Christophe Colomb et l'introduction du Rat noir leur ont été fatales, et elles sont désormais toutes éteintes.

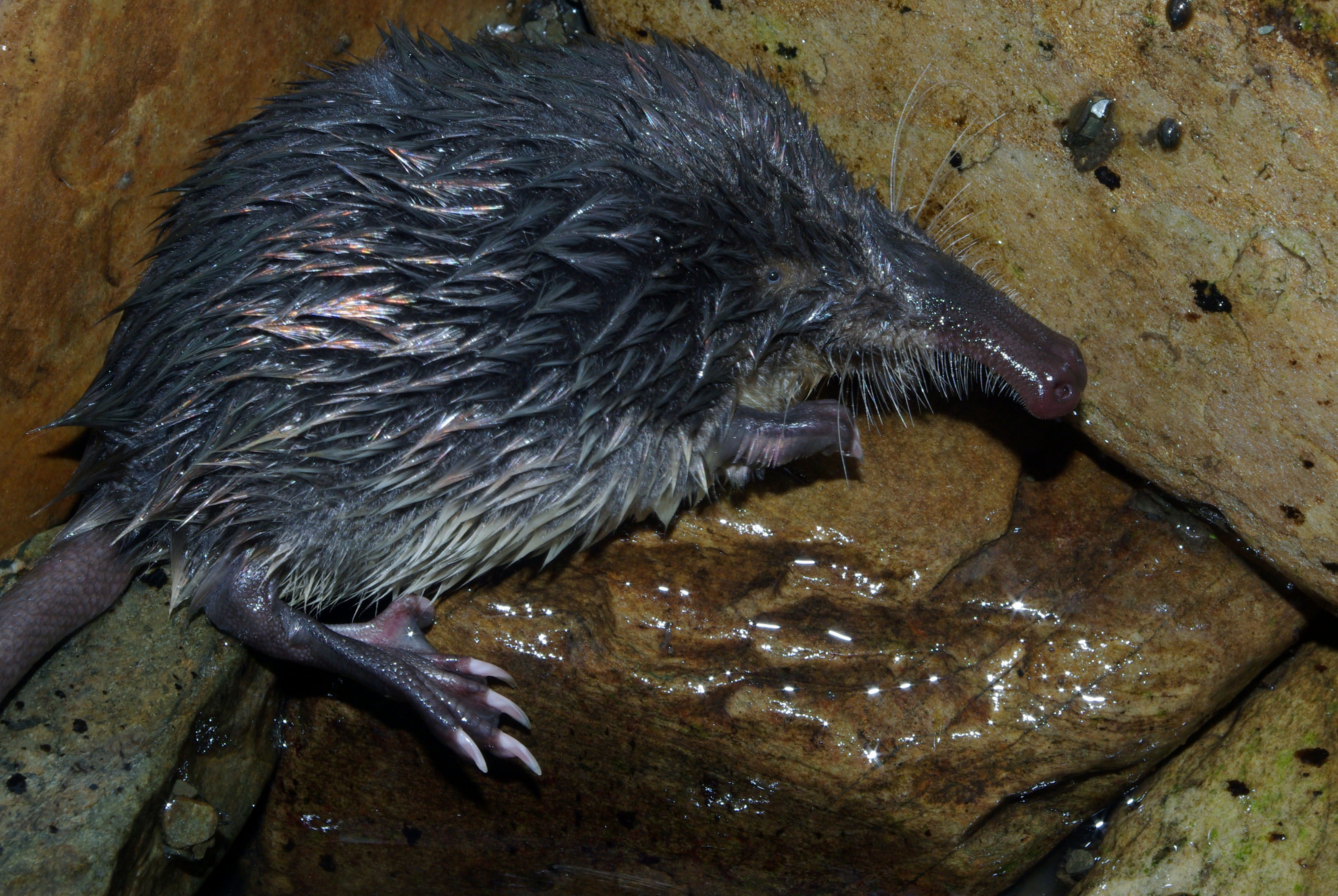
Le Desman des Pyrénées, un Talpidé semi-aquatique.

Les liens de parenté entre les trois autres familles de l'ordre, sujets de nombreux débats au début des années 2000, sont désormais éclaircis. Les Talpidae, qui ont divergé en premier, regroupent des animaux fouisseurs comme les taupes « vraies », les musaraignes-taupes ou les desmans, et sont largement répartis en Eurasie et en Amérique du Nord. La séparation entre les Erinaceidae et les Soricidae est contemporaine avec l'extinction Crétacé-Paléogène, dont les événements déclencheurs auraient constitué un agent de radiation évolutive pour les Eulipotyphles. Les premiers rassemblent les hérissons, répandus en Eurasie et en Afrique, et les gymnures d'Asie du Sud-Est. Les seconds sont de très loin la plus riche des familles d'Insectivores, comptant à elle-seule plus de trois quarts des espèces. Ce sont les musaraignes « vraies », dont certains membres font partie des plus petits mammifères existants. Elles sont presque cosmopolites, ayant conquis tous les continents à l'exception de l'Océanie et du sud des Andes.

### Insectivores afrothériens
Les Afrothériens sont un clade de mammifères qui se serait développé pendant l'isolement du continent africain à la suite du morcellement du Gondwana. Cette situation d'insularisation aurait conduit ses membres à occuper peu à peu plusieurs niches écologiques et donc à présenter de singulières similarités avec la faune laurasiatique par convergence évolutive. Ce phénomène a ainsi produit des « taupes », des « musaraignes » et des « hérissons » africains présentant un important degré de ressemblance morphologique avec leurs équivalents du Nord, sans partager pour autant aucun lien de parenté.

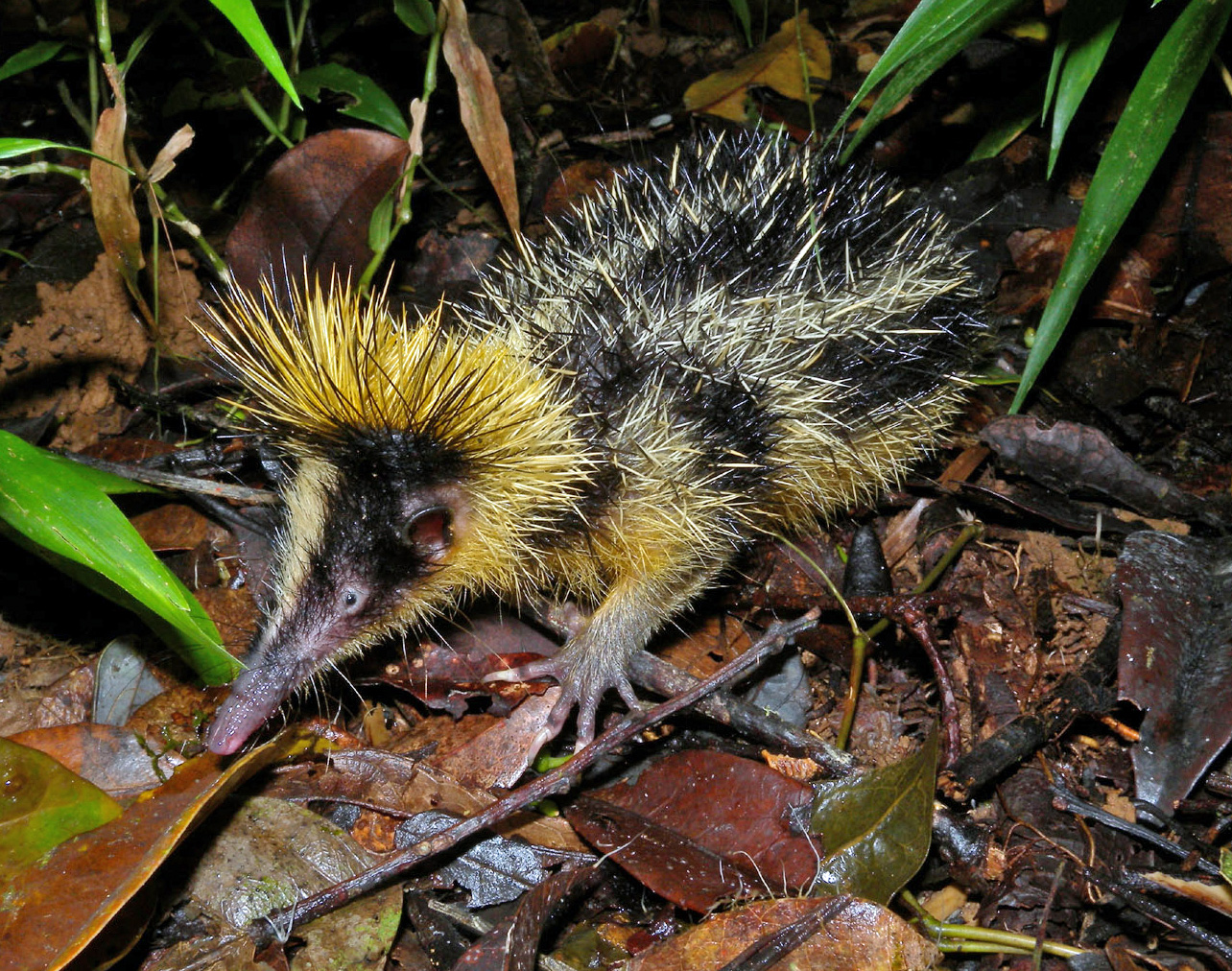
Le Tenrec zébré des terres basses, à Madagascar.

Le nom Afrosoricida a été choisi en 1998 pour qualifier le clade nouvellement mis en évidence. Bien qu'il ait été critiqué pour la confusion qu'il induit (il ne contient aucun soricidé et n'a aucun rapport avec le genre Afrosorex, synonyme de Crocidura), il a été adopté par la plupart des auteurs et érigé en ordre. Il rassemble deux familles qu'aucune étude morphologique n'avait placées dans un même groupe naturel : les Chrysochloridae et les Tenrecidae, toutes deux restreintes à l'Afrique subsaharienne et à Madagascar. La première réunit des espèces souterraines et aveugles, communément appelées « taupes dorées », particulièrement diversifiées en Afrique australe. La seconde est exclusivement malgache depuis que sa seule sous-famille continentale a été élevée au rang de famille à part entière : les Potamogalidae, qui ressemblent à des loutres, sont répandus dans les forêts pluviales d'Afrique centrale. Les Tenrecs endémiques de Madagascar montrent un haut degré d'adaptation à leur environnement et constituent des exemples de convergences évolutives avec les autres Insectivores : taupes, musaraignes, hérissons. La famille est constituée pour deux tiers du genre Microgale dont de nouvelles espèces continuent d'être découvertes. Les plus anciens fossiles d'Afrosoricida datent du début Miocène (23 Ma), mais l'ordre semble être apparu bien plus tôt et le temps de divergence entre les taupes dorées et le reste du groupe est daté entre 67 et 63 Ma. La séparation entre Potamogalidae et Tenrecidae serait quant à elle intervenue entre 57 et 30 Ma, époque à laquelle les seconds auraient colonisé l'île à travers le canal du Mozambique déjà ouvert.

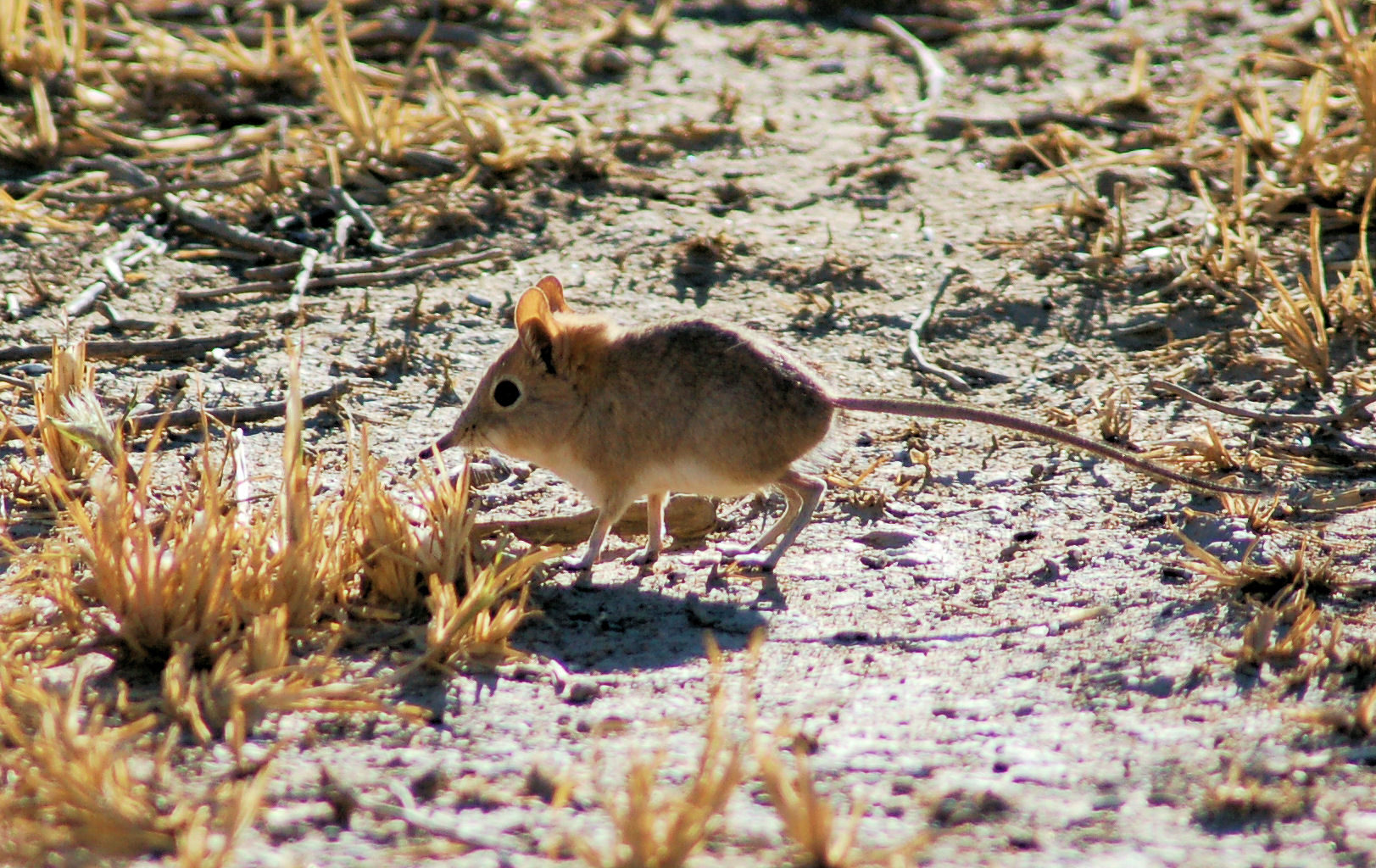
Le Macroscélide des régions sèches au Parc transfrontalier de Kgalagadi.

Le groupe frère des Afrosoricida a lui aussi été historiquement classé parmi les Insectivores, même s'il en a été exclus plus tôt sur une base morphologique : les Macroscelidea, improprement appelés « rats-à-trompe » ou « musaraignes-à-trompe », comptent une vingtaine d'espèces endémiques du continent africain. En l'honneur de cette histoire taxinomique commune, le clade réunissant les deux ordres a été nommé Afroinsectivora, les « Insectivores [originaires] d'Afrique ». Les Macroscélides ont une biogéographie inhabituelle : ils sont absents d'Afrique de l'Ouest mais répandus au sud et à l'est, ainsi qu'au nord du Sahara. Ils présentent également un ensemble unique de caractéristiques, que l'on retrouve individuellement chez les petites antilopes ou chez les fourmiliers : petite taille, myrmécophagie, locomotion saltatoire, utilisation limitée des nids, monogamie sociale, portées réduites et absence de soins maternels aux nouveau-nés. Cet étrange assemblage, comme la « fusion des modes de vie d'un dik-dik et d'un tamandou », a été défini comme « syndrome adaptatif micro-coureur ». Lorsque, vers 40 Ma, un pont terrestre entre l'Europe et l'Afrique a permis l'invasion par le nord des mammifères laurasiathériens, les Macroscélides auraient été relativement à l'abri de cette concurrence soudaine grâce à leur syndrome adaptatif unique.

### Euarchontoglires

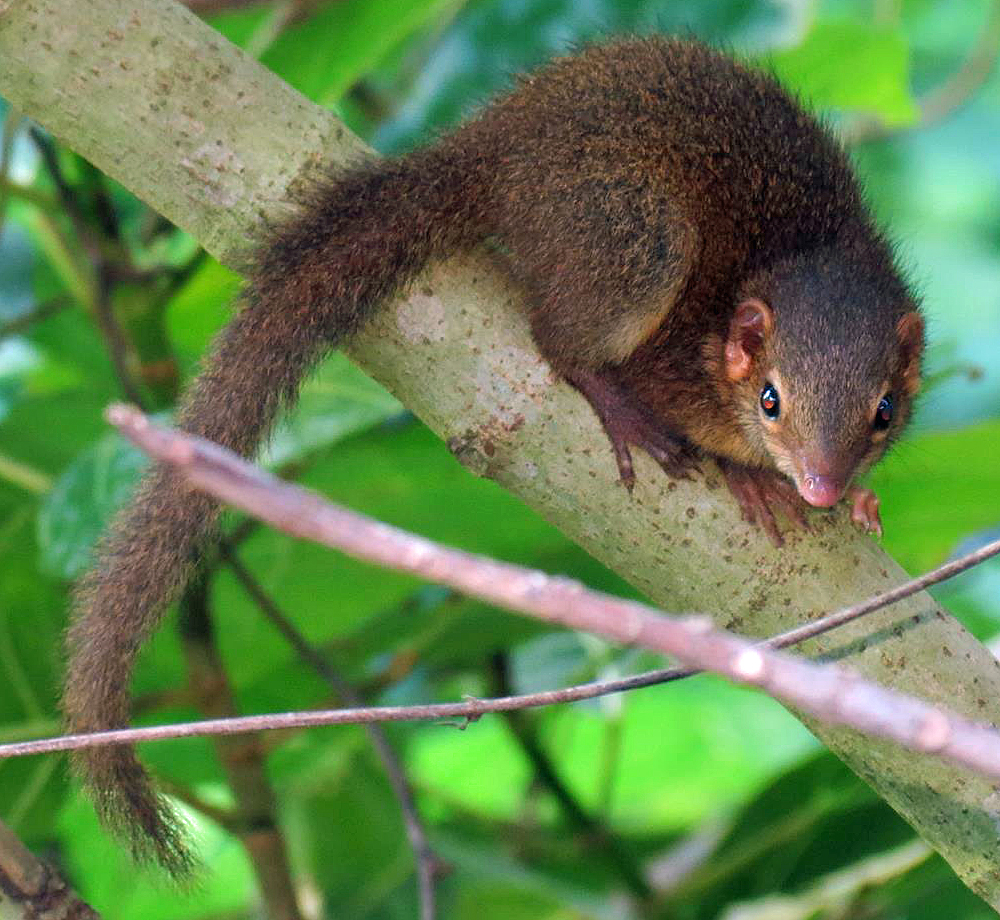
Le Toupaye d'Indonésie, à Bali.

Les Euarchontoglires forment avec les Laurasiathériens le clade des Boreoeutheria, un rassemblement bien défini de placentaires « boréaux » qui se serait diversifiée en Laurasie après l'éclatement de la Pangée. Le mode de séparation entre les deux lignées reste obscur, même s'il pourrait être dû à la vicariance entre l'Amérique du Nord et l'Eurasie. Les Euarchontoglires ont donné naissance à deux importants groupes de mammifères, les Glires (Rongeurs et Lagomorphes) et les Primates, mais aussi à deux petits ordres sud-asiatiques d'Insectivores : les Scandentiens et les Dermoptères. Ces derniers avaient déjà été rapprochés des Primates sur une base morphologique et le paléontologue William King Gregory avait décrit en 1910 un super-ordre des Archontes (« ceux qui dirigent ») pour les rassembler. Ce taxon, qui comprenait aussi les Chiroptères, a été redéfini en Euarchonta (« Archontes vrais ») après que les analyses moléculaires aient exclus ces derniers. La position des Scandentiens reste cependant une des dernières énigmes de l'arbre phylogénétique des mammifères et rend la validité de ce nom douteuse. Quatre hypothèses de placement ont été étudiées depuis le début du XXIe siècle sans qu'aucune ne reçoive suffisamment de soutien pour éliminer les trois autres. Cette polytomie forte provient certainement du fait que l'ancêtre commun des Euarchontoglires a subi une diversification très rapide vers la fin du Crétacé.
| Hypothèse « Euarchonta »                                                                                              | Hypothèse « Scandentia + Glires »                                                                          | Hypothèse basale                                                                                         | Hypothèse « Sundatheria »                                                                                           |
| --- | --- | --- | --- |
| - Euarchontoglires - Euarchonta - Scandentia - Primatomorpha - Dermoptera - Primates - Glires - Rodentia - Lagomorpha | - Euarchontoglires - Primatomorpha - Dermoptera - Primates - - Scandentia - Glires - Rodentia - Lagomorpha | - Euarchontoglires - Scandentia - Primatomorpha - Dermoptera - Primates - Glires - Rodentia - Lagomorpha | - Euarchontoglires - Euarchonta - Sundatheria - Scandentia - Dermoptera - Primates - Glires - Rodentia - Lagomorpha |

Les Scandentiens (du latin scando, « escalader ») sont des petits insectivores distribués dans une grande partie de l'Asie du Sud et du Sud-Est. Ils sont parfois appelés « musaraignes arboricoles », bien que certaines espèces soient exclusivement terrestres. Deux familles sont généralement reconnues : les Ptilocercidae, qui ne contiennent qu'une seule espèce, le Ptilocerque de Low, et les Tupaiidae, qui comptent une vingtaines d'espèces de toupayes. Certaines sont très largement distribuées, comme le Toupaye de Belanger que l'on rencontre de l'isthme de Kra en Thaïlande jusqu'en Chine et en Inde, alors que d'autres sont confinées à quelques îles, comme le Toupaye de Nicobar. Les Scandentiens se sont vraisemblablement répandus depuis l'Asie du Sud-Est continentale vers les îles de la Sonde au Miocène, alors que ces dernières étaient encore en grande partie reliées par des ponts terrestres. Ils ont ensuite été progressivement fragmentés par l'élévation du niveau de la mer et l'émergence des différentes îles.

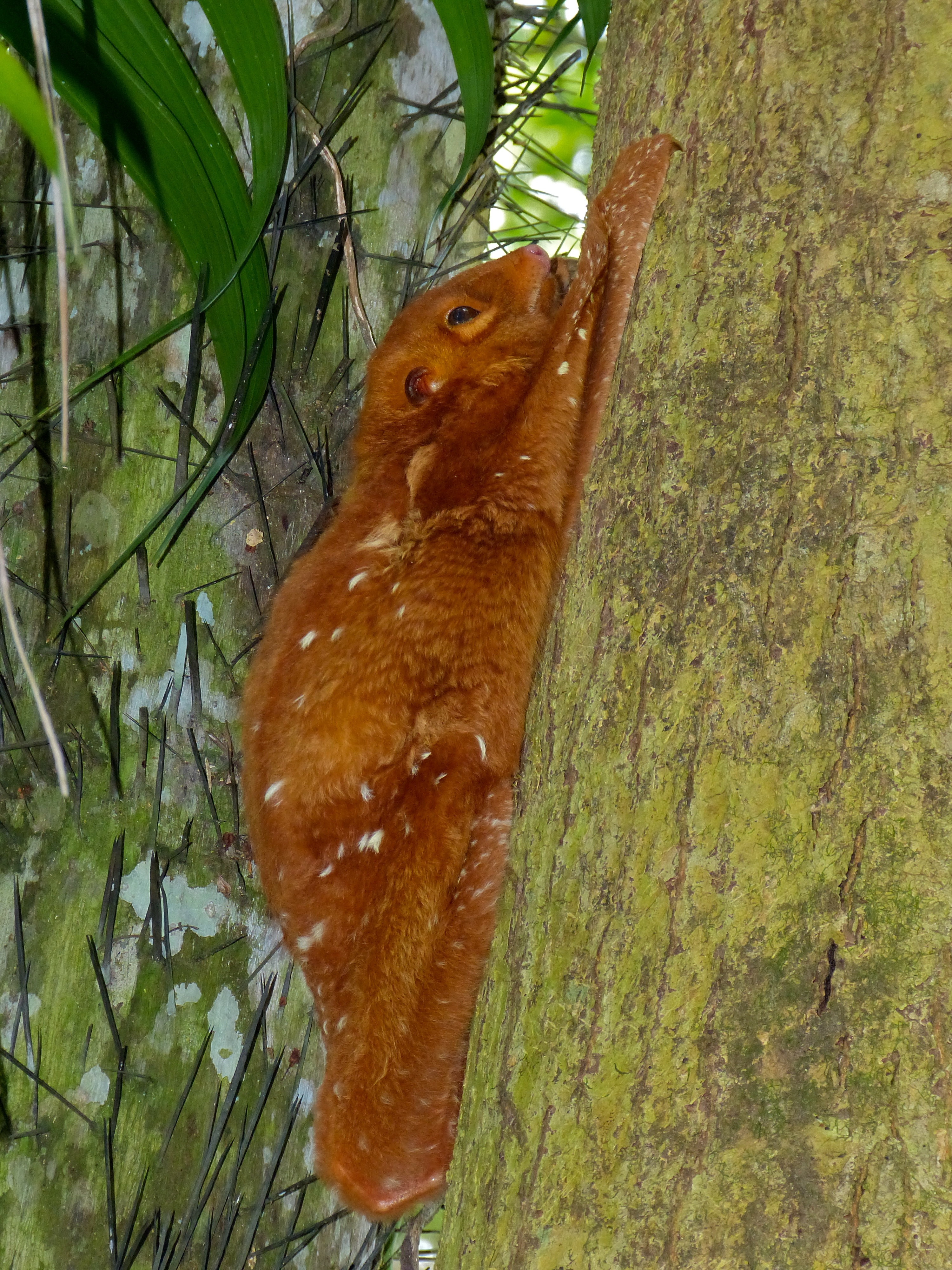
Le Galéopithèque de Temminck au Sarawak.

Les Dermoptères sont eux aussi présents en Asie du Sud-Est et ne comprennent que deux espèces vivantes : le Galéopithèque de Temminck, présent en Indochine et à l'ouest des îles de la Sonde, et le Galéopithèque des Philippines, restreint à la partie méridionale de cet archipel. Ils doivent leur nom (du grec δέρμα (derma), « peau » et πτερόν (pteron), « aile ») à leur patagium, une membrane reliée au cou, aux flancs et jusqu'à l'extrémité de la queue, qui leur permet de planer d'arbre en arbre. Les Dermoptères partagent cette caractéristique avec d'autres mammifères avec lesquels ils sont parfois grossièrement confondus, comme les phalangers volants (Marsupiaux) ou les écureuils volants (Rongeurs). Ils sont cependant largement mieux adaptés que ces derniers au vol glissé, grâce à la finesse de leur membrane qui s'étend même entre les doigts : un galéopithèque a ainsi été observé effectuant une trajectoire aérienne de 136 m, en ne perdant que 12 m d'altitude. La classification des Dermoptères a toujours été un casse-tête pour les taxonomistes. Rapprochés tantôt des chauves-souris, tantôt des lémuriens (d'où leur nom de « lémurs volants »), ils ont fait partie par intermittence des Insectivores, par défaut plus que par conviction, avant que les études génétiques ne finissent par confirmer les liens étroits qui les lient aux Primates. La question des fossiles reste cependant débattue, et notamment leur capacité de planer, le fragile patagium n'étant généralement pas conservé. La famille éteinte des Paromomyidae (en), retrouvée en Europe et en Amérique du Nord, a ainsi fréquemment été proposée comme le témoin de Dermoptères ancestraux. Des études plus récentes ont cependant apporté la preuve que ces mammifères ne planaient pas, mais étaient plutôt adaptés à la locomotion sur de grands supports verticaux grâce à leurs pattes griffues, à la manière des tamarins et des ouistitis actuels.

## Menaces et conservation
Malgré leur grande diversité et leurs parcours évolutifs distincts, les nombreuses espèces d'Insectivores partagent des points communs qui les exposent au même type de menaces et légitiment dans certains cas des efforts de conservation groupés. Les insectes étant très sensibles aux conditions météorologiques irrégulières, le réchauffement climatique entraîne des variations rapides de leur abondance, de leur mobilité et de leur distribution, et par là de leur disponibilité en tant que proies pour les animaux qui s'en nourrissent. Les impacts de ces changements sur l'écologie des animaux insectivores sont complexes et comprennent des augmentations ou des diminutions de population, des modifications à grande échelle de la distribution et des altérations dans les traits comportementaux. De par leur petite taille et leur mode de vie nocturne ou furtif, les Insectivores restent majoritairement « inconnus, inaperçus et mal aimés » et ne bénéficient pas de la même attention que la mégafaune charismatique des Ongulés, des Carnivores ou des Primates, sur laquelle sont axés plus de trois quarts des projets de conservation des mammifères. En dehors de ces spécificités, la plus grande menace pour les Insectivores est, comme pour de nombreux animaux, la dégradation et la fragmentation de leur habitat par la conversion des terres pour l'agriculture, l'exploitation forestière ou l'urbanisation.

### Espèces en danger

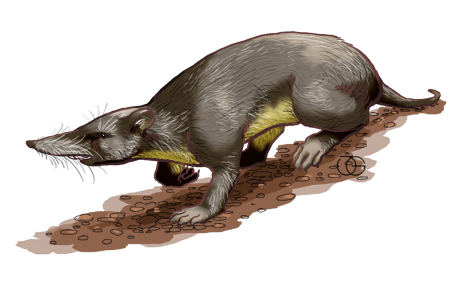
Vue d'artiste de Nesophontes edithae, un Insectivore des Antilles disparu au XVIe siècle, peu après l'arrivée des Européens dans l'archipel.

Alors que plusieurs musaraignes sont devenues tellement adaptables et performantes qu'elles sont considérées comme des espèces envahissantes — par exemple la Grande Pachyure, introduite par l'humain sur de nombreuses îles de l'océan Indien, aurait contribué à l'extinction de certains reptiles — d'autres sont confinées à des aires géographiques extrêmement réduites. La liste des 100 espèces les plus menacées du monde comprend ainsi Cryptotis nelsoni, un petit Insectivore endémique des pentes boisées d'un volcan du sud du Mexique, dont l'éruption en 1793 a détruit la végétation autour du cratère. Redécouverte en 1894, la musaraigne n'a plus été revue pendant plus d'un siècle, ce qui a conduit les scientifiques à penser qu'elle avait complètement disparu. Bien que trois individus aient finalement été localisés en 2003, l'espèce reste en danger critique d'extinction à cause de la pression des activités humaines qu'elle subit sur son aire de répartition très réduite.
Certains Insectivores ayant connu une évolution insulaire présentent également une distribution très restreinte. Les îles Andaman-et-Nicobar de l'océan Indien, dont la faune montre un taux d'endémisme remarquable, comptent ainsi quatre espèces de musaraignes et une de toupayes dangereusement menacées par les perturbations anthropogéniques et les catastrophes naturelles. En 2021, une nouvelle espèce de musaraignes a été découverte dans l'archipel sur la minuscule île volcanique de Narcondam, dont la surface totale est de 6,8 km2. Bien que l'île soit inhabitée, l'habitat insulaire extrêmement restreint et la taille limitée de la population entraînent automatiquement une vulnérabilité accrue de la nouvelle espèce.
Près de la moitié des espèces de taupes dorées sont menacées de disparition, ce qui constitue un taux record pour un ordre de mammifères. Ces animaux fouisseurs, dont le diversité est particulièrement riche en Afrique du Sud, souffrent de la perte de leur habitat causée entre autres par l'activité minière (charbon, quartzite). Ils sont aussi parfois tués par les chiens et les chats domestiques, ou par les jardiniers qui protègent leurs pelouses. Les Insectivores ayant adopté un mode de vie semi-aquatique, comme les Desmans (Talpidae), les Potamogales (Potamogalidae) ou les Limnogales (Tenrecidae), sont quant à eux menacés par la pollution et le colmatage des cours d'eau, ainsi que par la prise accidentelle dans les filets de pêche.
| Ordre         | Famille         | Espèce                       | Nom en français          | Aire géographique                  | Statut |
| ------------- | --------------- | ---------------------------- | ------------------------ | ---------------------------------- | ------ |
| Eulipotyphla  | Soricidae       | Cryptotis nelsoni            | Musaraigne de Nelson     | Mexique (Veracruz)                 | (CR)   |
| Eulipotyphla  | Soricidae       | Sorex stizodon (en)          | Musaraigne à dents pâles | Mexique (Chiapas)                  | (CR)   |
| Eulipotyphla  | Soricidae       | Sorex sclateri (en)          | Musaraigne de Sclater    | Mexique (Chiapas)                  | (CR)   |
| Eulipotyphla  | Soricidae       | Myosorex eisentrauti         | Musaraigne d'Eisentraut  | Guinée équatoriale (île de Bioko)  | (CR)   |
| Eulipotyphla  | Soricidae       | Congosorex phillipsorum (de) | Musaraigne des Udzungwa  | Tanzanie (monts Udzungwa)          | (CR)   |
| Eulipotyphla  | Soricidae       | Crocidura wimmeri (en)       | Crocidure de Wimmer      | Côte d'Ivoire (Lagunes)            | (CR)   |
| Eulipotyphla  | Soricidae       | Crocidura harenna (en)       | Crocidure de l'Harenna   | Éthiopie (mont Balé)               | (CR)   |
| Eulipotyphla  | Soricidae       | Crocidura andamanensis (en)  | Crocidure des Andaman    | Inde (îles Andaman)                | (CR)   |
| Eulipotyphla  | Soricidae       | Crocidura jenkinsi (en)      | Crocidure de Jenkins     | Inde (îles Andaman)                | (CR)   |
| Eulipotyphla  | Soricidae       | Crocidura nicobarica (en)    | Crocidure des Nicobar    | Inde (îles Nicobar)                | (CR)   |
| Eulipotyphla  | Soricidae       | Crocidura trichura           | Crocidure de Christmas   | Australie (île Christmas)          | (CR)   |
| Eulipotyphla  | Talpidae        | Galemys pyrenaicus           | Desman des Pyrénées      | France, Espagne, Portugal, Andorre | (EN)   |
| Eulipotyphla  | Talpidae        | Desmana moschata             | Desman de Russie         | Russie, Ukraine, Kazakhstan        | (EN)   |
| Eulipotyphla  | Talpidae        | Mogera etigo (en)            | Taupe d'Echigo           | Japon                              | (EN)   |
| Eulipotyphla  | Erinaceidae     | Podogymnura aureospinula     | Gymnure de Mindanao      | Philippines (îles Dinagat)         | (EN)   |
| Eulipotyphla  | Erinaceidae     | Neohylomys hainanensis       | Gymnure de Hainan        | Chine (île de Hainan)              | (EN)   |
| Eulipotyphla  | Solenodontidae  | Atopogale cubana             | Solénodonte de Cuba      | Cuba                               | (EN)   |
| Afrosoricida  | Chrysochloridae | Cryptochloris wintoni        | Taupe-dorée de De Winton | Afrique du Sud                     | (CR)   |
| Afrosoricida  | Chrysochloridae | Cryptochloris zyli (en)      | Taupe-dorée de Van Zyl   | Afrique du Sud                     | (EN)   |
| Afrosoricida  | Chrysochloridae | Neamblysomus julianae (en)   | Taupe-dorée de Juliana   | Afrique du Sud                     | (EN)   |
| Afrosoricida  | Chrysochloridae | Neamblysomus gunningi        | Taupe-dorée de Gunning   | Afrique du Sud                     | (EN)   |
| Afrosoricida  | Chrysochloridae | Amblysomus marleyi (en)      | Taupe-dorée de Marley    | Afrique du Sud                     | (EN)   |
| Afrosoricida  | Chrysochloridae | Chrysospalax trevelyani (en) | Grande Taupe-dorée       | Afrique du Sud                     | (EN)   |
| Afrosoricida  | Tenrecidae      | Microgale jobihely           | Microgale de Tsaratanana | Madagascar                         | (EN)   |
| Afrosoricida  | Tenrecidae      | Microgale jenkinsae          | Microgale de Jenkins     | Madagascar                         | (EN)   |
| Scandentia    | Tupaiidae       | Tupaia nicobarica            | Toupaye des Nicobar      | Inde (îles Nicobar)                | (EN)   |
| Macroscelidea | Macroscelididae | Rhynchocyon chrysopygus      | Sengi à croupe dorée     | Kenya                              | (EN)   |

### Efforts de conservation
Au niveau mondial, un groupe de spécialistes destinés à la conservation des Insectivores a été fondé en 1986 au sein de la Commission de la sauvegarde des espèces de l'Union internationale pour la conservation de la nature. Baptisé Insectivore, Tree-Shrew and Elephant-Shrew (ITSES) Specialist Group (« Groupe de spécialistes des Insectivores, Scandentiens et Macroscélides »), il publie en 1990 un plan d'action pour la conservation des Insectivores africains et des Macroscélides, qui est suivi en 1995 d'un rapport similaire pour les Insectivores eurasiatiques et les Scandentiens. À la suite des bouleversements de la compréhension de la phylogénie des mammifères à la fin du XXe siècle, un nouveau groupe de spécialistes (Afrotheria Specialist Group, ASG) est créé en 2001 pour s'occuper de cinq sous-groupes « oubliés » d'Afrothériens : les Tenrecs (y-compris les Potamogales), les Taupes dorées et les Macroscélides, ainsi que les Damans et les Oryctéropes. La conservation du gros des Insectivores historiques est finalement confiée en 2011 à un groupe de spécialistes destiné aux petits mammifères (Small Mammal Specialist Group, SMSG). Réunissant les Rongeurs, les Eulipotyphles et les Scandentiens, le mandat du groupe couvre plus de la moitié de la diversité globale des mammifères. Le SMSG a établi une liste de six régions prioritaires pour la conservation des Eulipotyphles, qui abritent 40 % des espèces menacées : le Cameroun, le Rift Albertin, la Tanzanie, l'Éthiopie, les Ghats occidentaux et le Sri Lanka.